# Docalidia delongi
Docalidia delongi är en insektsart som beskrevs av Nielson 1979. Docalidia delongi ingår i släktet Docalidia och familjen dvärgstritar. Inga underarter finns listade i Catalogue of Life.